# Adelheid xứ Leuven
Adelheid xứ Leuven (tiếng Anh: Adeliza of Louvain; hay Adelicia, Adela, Adelais, hoặc Aleidis; k. 1103 – Tháng 3/Tháng 4 năm 1151) là Vương hậu nước Anh từ năm 1121 đến năm 1135 với tư cách là người vợ thứ hai của Henry I của Anh.
Adelheid là con cả của Godfried I xứ Leuven và Ida xứ Chiny. Bà kết hôn với Henry vào năm 1121 ở tuổi khoảng 18, khi Henry khoảng 54 tuổi. Việc con trai hợp pháp duy nhất của Henry là William Adelin qua đời năm 1120 đã khiến Henry phải kết hôn một lần nữa. Nhà vua hy vọng có thêm một người con trai với Adelheid và dành nhiều thời gian cho bà. Adelheid dường như có ảnh hưởng trong việc quảng bá thơ ca Pháp và các nghệ thuật khác tại triều đình, nhưng lại đóng vai trò rất ít trong chính trị. Mặc dù cuộc hôn nhân của Adelheid thành công nhưng bà không sinh được người con nào, và Henry quyết định để lại ngai vàng cho con gái là Matilda. Adelheid nằm trong số những người đã thề sẽ ủng hộ Matilda và đã làm như vậy trong cuộc đấu tranh chống lại cháu trai của Henry là Stephen xứ Blois, người đã lên ngôi sau khi Henry qua đời vào năm 1135.
Là Thái hậu, Adelheid đã trải qua ba năm sống trong một tu viện. Năm 1138, bà kết hôn lần nữa với William d'Aubigny, Bá tước thứ 1 xứ Arundel và có bảy người con. Năm 1150, Adelheid rời xa chồng để chuyển đến Tu viện Affligem tại Brabant, và qua đời tại đây một năm sau đó.

## Tiểu sử
Adelheid là con đầu lòng của Godfried I xứ Leuven, Phong địa Bá tước xứ Brabant và Công tước Hạ Lotharingia, đồng minh của Heinrich V của Thánh chế La Mã. Sau khi mẹ Adelheid là Ida xứ Chiny qua đời, Godfried kết hôn lần nữa với Clémence xứ Bourgogne, mẹ của Boudewijn VII xứ Vlaanderen, người đã cùng người Pháp chiến đấu chống lại người Norman vào năm 1118. Em trai ngoài giá thú của Adelheid là Jocelin xứ Leuven kết hôn với người thừa kế gia sản của Nhà Percy, và thường được coi là "kẻ cơ hội".
Adelheid nổi tiếng nhờ vẻ đẹp được thể hiện qua biệt danh 'thiếu nữ xinh đẹp xứ Brabant'. Nhà biên niên sử Henry xứ Huntingdon cũng đề cập đến vẻ đẹp của Adelheid tại đoạn mở đầu trong cuốn Historia Anglorum rằng, "Một món trang sức trở nên nhợt nhạt trên người cô, một chiếc vương miện không tỏa sáng. Hãy gạt bỏ đồ trang sức sang một bên, vì thiên nhiên đã cung cấp đồ trang sức cho người..."

## Vương hậu nước Anh
Kế hoạch kết hôn của Adelheid với Henry I của Anh có thể đã bắt đầu khi bà mới mười sáu tuổi, trước khi con trai hợp pháp duy nhất của Henry là William Adelin qua đời vào ngày 25 tháng 11 năm 1120 trong thảm họa White Ship. Tuy nhiên, việc Henry cần một người thừa kế nam mới đã đẩy nhanh kế hoạch kết hôn và cặp đôi đã kết hôn vào ngày 24 tháng 1 năm 1121. Ngoài vẻ đẹp, Henry còn bị thu hút bởi Adelheid vì là hậu duệ của Charlemagne. Người con hợp pháp duy nhất còn sống của Henry với Matilda của Scotland là Hoàng hậu Matilda được cho là đã tham gia vào việc dàn xếp cuộc hôn nhân thứ hai của Henry, vì thực tế Adelheid đã ở bên Henry gần thời điểm cuộc hôn nhân đang được đàm phán. Henry xứ Huntingdon đề cập đến cặp đôi trong cuốn Historia Anglorum, nói rằng vị vương hậu mới đã cùng Henry đến London tại Whitsun (tức là ngày 29 tháng 5 năm 1121). Adelheid đã du hành nhiều nơi với Henry, có lẽ là để tăng cơ hội thụ thai. Tuy nhiên, Adelheid và Henry vẫn không có con mặc dù có mối quan hệ gần gũi.
Có khả năng Adelheid đã cầu nguyện với Thánh Romanus để xin giúp mình thụ thai một đứa trẻ. Thánh Romanus, theo truyền thuyết được 'sinh ra từ cha mẹ được chữa khỏi bệnh vô sinh một cách kỳ diệu', và vào năm 1124 thánh tích của Thánh Romanus tại Nhà thờ Rouen được viếng thăm hai lần. Điều này được biết từ Archives départementales de la Seine-Maritime G 3666 (gọi đơn giản hơn là G 3666), và Adelheid chắc chắn đã có mặt tại Rouen trong khi di tích vẫn còn đó.
Không giống như người vợ đầu tiên của Henry là Matilda, Adelheid đã đóng một vai trò rất thụ động trong việc điều hành vương quốc. Trong khi Matilda ban hành khoảng 31 hiến chương và lệnh trong thời trị vì, thì trong cuộc hôn nhân kéo dài 15 năm với Henry I, Adelheid chỉ ban hành một hiến chương và chỉ chứng thực 13 trong số nhiều hiến chương của Henry, mặc dù họ hầu như luôn ở bên nhau.

### Bảo trợ cho nghệ thuật

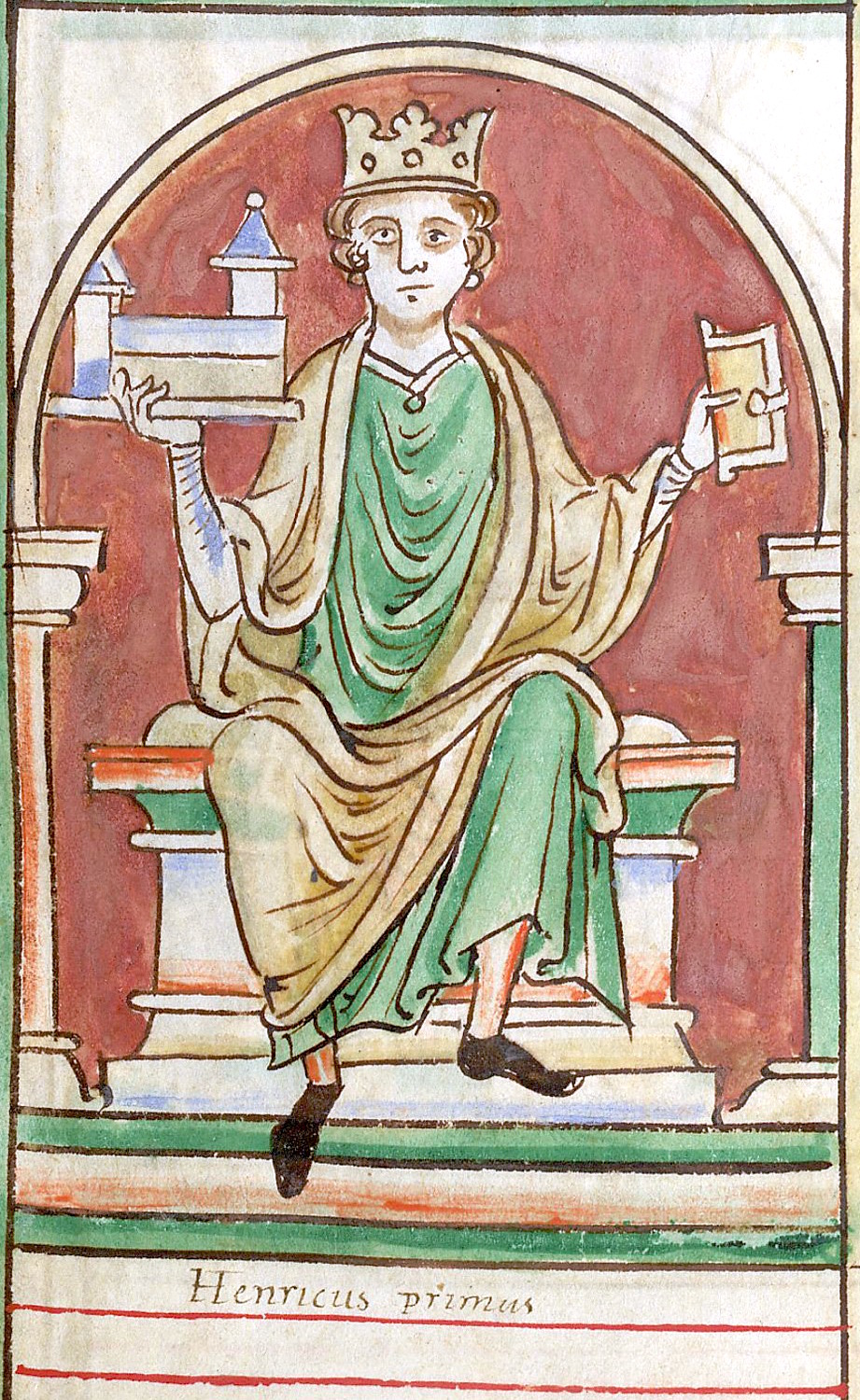
Vua Henry I giữ Tu viện Reading, nơi ông được chôn cất.

Mặc dù ít tham gia vào chính trị, Adelheid đóng một vai trò tích cực với tư cách là người bảo trợ cho nghệ thuật và văn học, đồng thời có ảnh hưởng trong việc thúc đẩy sự phát tiển của thơ ca Pháp trong triều đình Anh. Trong khi các Vương hậu Anh có truyền thống gắn liền với sự bảo trợ nghệ thuật trong nhiều thập kỷ và trong số họ, bao gồm Edith xứ Wessex, Emma xứ Normandie và Matilda, đã tài trợ cho một số tác phẩm trên nhiều phương tiện truyền thông khác nhau, thì Adelheid chủ yếu tài trợ cho sách viết bằng tiếng Pháp. Vào thời điểm đó, những cuốn sách thế tục tiếng Pháp hoặc tiếng bản ngữ Anglo-Norman cực kỳ phổ biến, một xu hướng được thúc đẩy bởi những nữ quý tộc giàu có như Adelheid. Philippe de Thaon, một nhà thơ người Anglo-Norman đã dành tặng chuyên luận về động vật học được gọi là Bestiary cho Vương hậu:
Philippe de Thaon Has distilled into a French treatise

The Bestiary, A book in Latin,

For the honour of a jewel Who is an outstandingly beautiful woman.

And she is courtly and wise, Of good customs and generous:

She is called 'Aaliz', Queen is she crowned,

She is the queen of England; May her soul never know trouble!

Listen to what we find About her name in Hebrew:

"Aaliz" is her name; "Praise of God" is

In Hebrew truly "Aaliz", laus of God.

I do not dare give further praise, Lest envy take me,

But so that she may be remembered And praised forever more

I wish to compose this book; May God be present at its beginning!
tạm dịch:
Philippe de Thaon Đã chắt lọc thành một chuyên luận tiếng Pháp

Bestiary, Một cuốn sách bằng tiếng Latinh,

Vì danh dự của một châu báu Người là một người phụ nữ xinh đẹp xuất chúng.

Và bà ấy lịch sự và khôn ngoan, Có phong tục tốt và hào phóng:

Bà được gọi là 'Aaliz', Bà được trao vương miện Vương hậu,

Bà là Vương hậu của nước Anh; Cầu mong linh hồn bà không bao giờ biết đến rắc rối!

Hãy lắng nghe những gì chúng tôi tìm thấy Về tên cô ấy bằng tiếng Do Thái:

"Aaliz" là tên của cô ấy; là “Ca ngợi Chúa”

Trong tiếng Do Thái "Aaliz" thực sự là, ca ngợi Thiên Chúa.

Tôi không dám khen ngợi nữa, Kẻo sự đố kỵ chiếm lấy tôi,

Nhưng để bà được nhớ tới Và ca ngợi mãi mãi

Tôi mong muốn viết cuốn sách này; Xin Chúa hiện diện ngay từ đầu!
Bestiary lẽ ra sẽ được minh họa đầy đủ và được thiết kế để đọc từng trang một, không phải đọc hết cùng một lúc giống như một bài thơ. Nhiều tác phẩm khác mà Adelheid ủy thác có cấu trúc tương tự như Bestiary, bao gồm cả cuốn Life of King Henry của David hiện đã bị thất lạc.

## Góa phụ và tái hôn
Khi Henry qua đời vào ngày 1 tháng 12 năm 1135, Adelheid tạm thời lui về tu viện dòng Biển Đức của Tu viện Wilton gần Salisbury. Bà đã có mặt tại lễ cung hiến lăng mộ của Henry tại Tu viện Reading nhân ngày giỗ đầu tiên của nhà vua. Vào khoảng thời gian đó, Adelheid thành lập một bệnh viện phong tại Fugglesstone St Peter, Wiltshire.
Năm 1138, ba năm sau cái chết của Henry I, Adelheid kết hôn với William d'Aubigny, Bá tước thứ 1 xứ Arundel, một trong những cố vấn của Henry I và là con trai của Guillaume d'Aubigny và Maud le Bigod. Họ sống cùng nhau tại lâu đài Arundel của Adelheid trên bờ biển Sussex và có bảy người con. Tên của họ (theo thứ tự khai sinh) là Alice, William, Olivia, Reynor, Geoffrey, Henry và Agatha.

### Mối quan hệ với Matilda
Mặc dù không có nhiều thông tin về mối quan hệ của Adelheid với con gái riêng của Henry, bà đã có mặt tại buổi lễ khi Henry chính thức chỉ định Matilda là người thừa kế giả định vì nhà biên niên sử John xứ Worcester nói rằng Vương hậu "đã thề [một lời thề] cho con gái của nhà vua... và đồng ý... rằng nếu nhà vua không có người thừa kế nam hay nữ [......], nhưng ... không thiếu người sống sót kể cả nam hay nữ thì người sống sót sẽ thừa kế vương quốc.'" Sau cuộc hôn nhân thứ hai, Adelheid nhận Matilda tại nhà riêng ở Arundel cùng với anh trai cùng cha khác mẹ của Matilda là Robert FitzRoy, Bá tước thứ 1 xứ Gloucester, bất chấp mong muốn của William, người ủng hộ trung thành của Vua Stephen. Tuy nhiên, Adelheid đã phản bội và giao nộp họ khi vua Stephen bao vây lâu đài. Khi cố gắng giải thích hành động của Adelheid, John xứ Worcester cho rằng "bà sợ sự uy nghiêm của nhà vua và lo lắng rằng mình có thể mất đi khối tài sản lớn đang nắm giữ trên khắp nước Anh". Ông cũng đề cập đến lời bào chữa của Adelheid với Vua Stephen: "Bà đã thề rằng kẻ thù của ngài không đến Anh vì bà, mà chỉ đơn giản là tiếp đón họ như những người có phẩm giá cao từng gần gũi với bà." Cuối cùng, Vua Stephen đã nhượng bộ lời kêu gọi của Adelheid và cho phép Matilda rời đi và đoàn tụ với người anh cùng cha khác mẹ Robert tại Bristol.

## Sở hữu đất đai

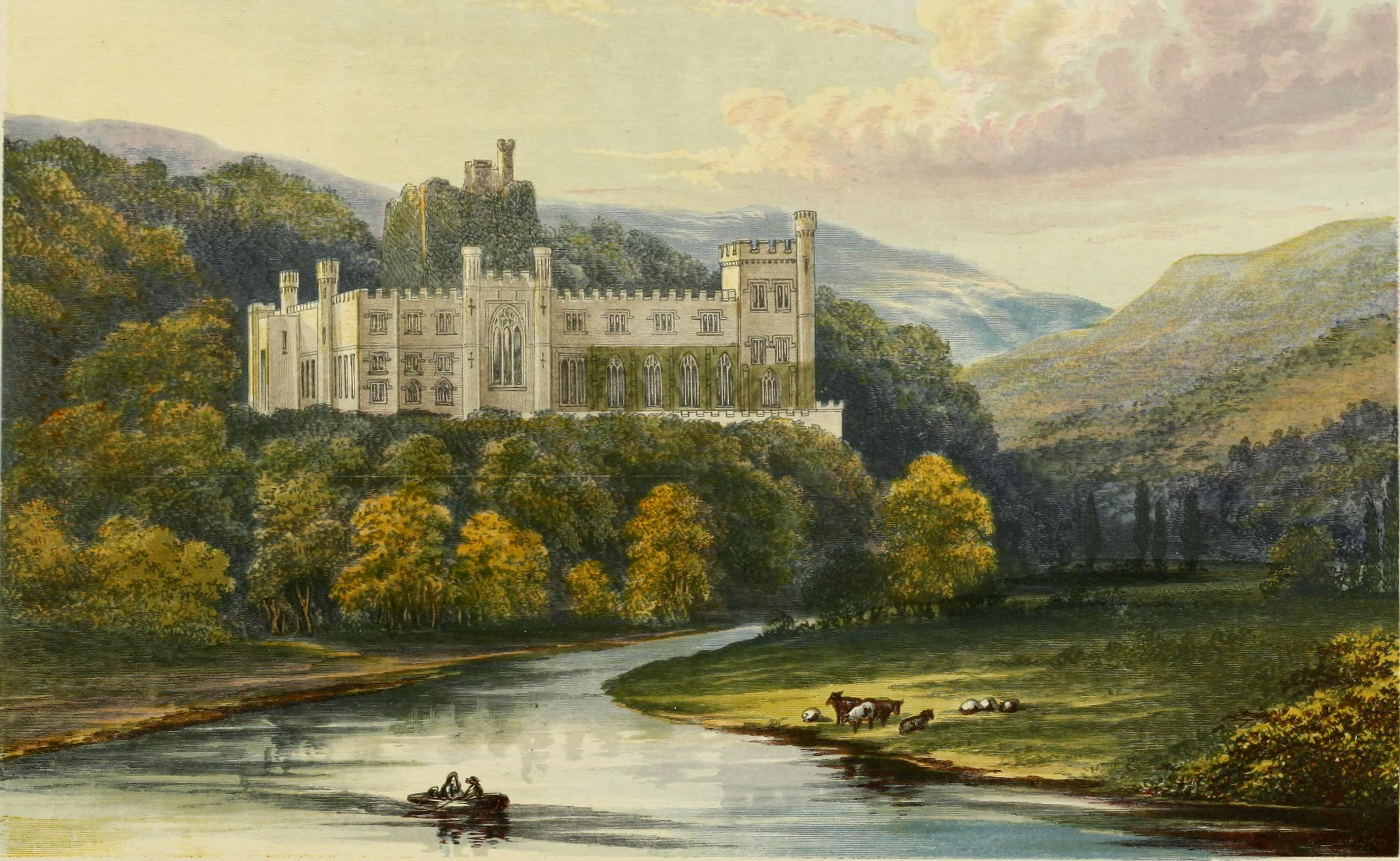
Lâu đài Arundel

Adelheid được trao quyền thu nhập từ Rutland, Shropshire và một quận lớn của London, cùng quyền sở hữu thành phố Chichester. Henry cũng trao điền trang tại Aston cho Adelheid "với tư cách là vương hậu và vợ". Các bất động sản thuộc quyền sở hữu của Adelheid bao gồm Tu viện Waltham ở Essex và các bất động sản ở Hertfordshire, Bedfordshire, Buckinghamshire, Berkshire, Middlesex và Devon. Như một món quà từ Henry I, Adelheid được trao tặng một bất động sản tại Ashleworth, một phần của điền trang hoàng gia tại Berkeley. Năm 1126, toàn bộ hạt Shropshire được trao cho Adelheid mặc dù nó không được liệt kê trong các Cuộn ống.
Adelheid đã trao cho em trai Jocelin một điền trang lớn ở Sussex tên là Petworth, phụ thuộc vào lâu đài Arundel của bà; phần lớn tài sản vẫn thuộc sở hữu của con cháu Jocelin là gia tộc Egremont. Henry cũng trao cho Adelheid những vùng đất trước đây thuộc về Matilda bao gồm Waltham và Queenhithe. Bà sở hữu nhiều điền trang tại Essex, Hertfordshire, Bedfordshire, Middlesex, Gloucestershire, Devon, và Henry sau đó đã miễn thuế cho những mảnh đất này. Ngoài ra, Adelheid còn được trao một phần bất động sản hoàng gia tại Berkeley và tại hạt Shropshire.
Sau khi Henry qua đời, Adelheid tiếp tục quản lý đất đai, giữ lại một số tài sản cho đến năm 1150. Năm 1136, bà tài trợ cho Tu viện Reading một trăm shilling mỗi năm từ doanh thu của Queenhithe. Vào ngày giỗ đầu tiên của Henry I, Adelheid đã trao điền trang Aston cho Tu viện Reading, và ban tặng cho họ đất đai "để cung cấp cho tu viện và các pweaona tôn giáo khác đến tu viện nhân dịp kỷ niệm ngày mất của Chúa tể của ta, Vua Henry." Adelheid đã tặng thêm một nhà thờ vài năm sau đó.

## Năm tháng cuối đời
Trong những năm cuối đời, Adelheid dường như đã chìm vào quên lãng. Năm 1150, bà rời William để vào tu viện Affligem tại Vlaanderen. Ít nhất một trong các em trai của Adelheid cũng sống tại tu viện này. Biên niên sử của tu viện là nguồn duy nhất đề cập đến cái chết của Adelheid vào năm 1151, và nơi chôn cất của bà vẫn chưa được xác định. Một số lời truyền miệng ngụ ý rằng Adelheid được chôn cất tại tu viện, nhưng khoản quyên góp do em trai bà là Jocelin cho Tu viện Reading cho thấy bà có thể được chôn cất tại đây cùng với Henry I. Alison Weir phản đối việc Adelheid đã trở thành một nữ tu trong những năm cuối đời trong cuốn sách Queens of the Conquest, nói rằng Adelheid có thể đã qua đời khi sinh con tại Affligem, và trái tim và nội tạng của bà ban đầu được chôn cất ở đây trong khi thi hài được đưa về Anh.

## Tổ tiên
| \| \| \| \| \| \| \| \| \| \| \| 8. Lambert II xứ Leuven \| \| \| \| \| \| \| \| \| \| \| \| \| \| \| \| \| \| \| \| \| \| \| \| \| \| \| \| \| \| \| \| \| \| \| \| \| \| \| \| \| \| \| \| \| \| \| \| \| \| \| 4. Hendrik II xứ Leuven \| \| \| \| \| \| \| \| \| \| \| \| \| \| \| \| \| \| \| \| \| \| \| \| \| \| \| \| \| \| \| \| \| \| \| \| \| \| \| \| \| \| \| \| \| \| \| \| \| \| \| \| \| \| \| \| \| \| \| \| 9. Oda xứ Verdun \| \| \| \| \| \| \| \| \| \| \| \| \| \| \| \| \| \| \| \| \| \| \| \| \| \| \| \| \| \| \| \| \| \| \| \| \| \| \| \| \| \| \| \| \| \| \| \| \| \| \| \| \| \| \| \| \| \| \| \| 2. Godfried I xứ Leuven \| \| \| \| \| \| \| \| \| \| \| \| \| \| \| \| \| \| \| \| \| \| \| \| \| \| \| \| \| \| \| \| \| \| \| \| \| \| \| \| \| \| \| \| \| \| \| \| \| \| \| \| \| \| \| \| \| \| \| \| 10. \| \| \| \| \| \| \| \| \| \| \| \| \| \| \| \| \| \| \| \| \| \| \| \| \| \| \| \| \| \| \| \| \| \| \| \| \| \| \| \| \| \| \| \| \| \| \| \| \| \| \| \| \| \| \| \| \| \| \| \| 5. Adèle \| \| \| \| \| \| \| \| \| \| \| \| \| \| \| \| \| \| \| \| \| \| \| \| \| \| \| \| \| \| \| \| \| \| \| \| \| \| \| \| \| \| \| \| \| \| \| \| \| \| \| \| \| \| \| \| \| \| \| \| 11. \| \| \| \| \| \| \| \| \| \| \| \| \| \| \| \| \| \| \| \| \| \| \| \| \| \| \| \| \| \| \| \| \| \| \| \| \| \| \| \| \| \| \| \| \| \| \| \| \| \| \| \| \| \| \| \| \| \| \| \| 1. Adelheid xứ Leuven \| \| \| \| \| \| \| \| \| \| \| \| \| \| \| \| \| \| \| \| \| \| \| \| \| \| \| \| \| \| \| \| \| \| \| \| \| \| \| \| \| \| \| \| \| \| \| \| \| \| \| \| \| \| \| \| \| \| \| \| 12. Arnoul I xứ Chiny \| \| \| \| \| \| \| \| \| \| \| \| \| \| \| \| \| \| \| \| \| \| \| \| \| \| \| \| \| \| \| \| \| \| \| \| \| \| \| \| \| \| \| \| \| \| \| \| \| \| \| \| \| \| \| \| \| \| \| \| 6. Otton II xứ Chiny \| \| \| \| \| \| \| \| \| \| \| \| \| \| \| \| \| \| \| \| \| \| \| \| \| \| \| \| \| \| \| \| \| \| \| \| \| \| \| \| \| \| \| \| \| \| \| \| \| \| \| \| \| \| \| \| \| \| \| \| 13. Adélaïs xứ Ramerupt-Roucy \| \| \| \| \| \| \| \| \| \| \| \| \| \| \| \| \| \| \| \| \| \| \| \| \| \| \| \| \| \| \| \| \| \| \| \| \| \| \| \| \| \| \| \| \| \| \| \| \| \| \| \| \| \| \| \| \| \| \| \| 3. Ida xứ Chiny \| \| \| \| \| \| \| \| \| \| \| \| \| \| \| \| \| \| \| \| \| \| \| \| \| \| \| \| \| \| \| \| \| \| \| \| \| \| \| \| \| \| \| \| \| \| \| \| \| \| \| \| \| \| \| \| \| \| \| \| 14. Albert III xứ Namur \| \| \| \| \| \| \| \| \| \| \| \| \| \| \| \| \| \| \| \| \| \| \| \| \| \| \| \| \| \| \| \| \| \| \| \| \| \| \| \| \| \| \| \| \| \| \| \| \| \| \| \| \| \| \| \| \| \| \| \| 7. Adélaïde xứ Namur \| \| \| \| \| \| \| \| \| \| \| \| \| \| \| \| \| \| \| \| \| \| \| \| \| \| \| \| \| \| \| \| \| \| \| \| \| \| \| \| \| \| \| \| \| \| \| \| \| \| \| \| \| \| \| \| \| \| \| \| 15. Ida xứ Sachsen \| \| \| \| \| \| \| \| \| \| \| \| \| \| \| \| \| \| \| \| \| \| \| \| \| \| \| \| \| \| \| \| \| \| \| \| \| \| \| \| \| \| \| |                               |  |  |  |  |  |  |  |  |                         |  |  |  |
| |                               |  |  |  |  |  |  |  |  | 8. Lambert II xứ Leuven |  |  |  |
| |                               |  |  |  |  |  |  |  |  |                         |  |  |  |
| |                               |  |  |  |  |  |  |  |  |                         |  |  |  |
| |                               |  |  |  |  |  |  |  |  |                         |  |  |  |
| | 4. Hendrik II xứ Leuven       |  |  |  |  |  |  |  |  |                         |  |  |  |
| |                               |  |  |  |  |  |  |  |  |                         |  |  |  |
| |                               |  |  |  |  |  |  |  |  |                         |  |  |  |
| |                               |  |  |  |  |  |  |  |  |                         |  |  |  |
| | 9. Oda xứ Verdun              |  |  |  |  |  |  |  |  |                         |  |  |  |
| |                               |  |  |  |  |  |  |  |  |                         |  |  |  |
| |                               |  |  |  |  |  |  |  |  |                         |  |  |  |
| |                               |  |  |  |  |  |  |  |  |                         |  |  |  |
| | 2. Godfried I xứ Leuven       |  |  |  |  |  |  |  |  |                         |  |  |  |
| |                               |  |  |  |  |  |  |  |  |                         |  |  |  |
| |                               |  |  |  |  |  |  |  |  |                         |  |  |  |
| |                               |  |  |  |  |  |  |  |  |                         |  |  |  |
| | 10.                           |  |  |  |  |  |  |  |  |                         |  |  |  |
| |                               |  |  |  |  |  |  |  |  |                         |  |  |  |
| |                               |  |  |  |  |  |  |  |  |                         |  |  |  |
| |                               |  |  |  |  |  |  |  |  |                         |  |  |  |
| | 5. Adèle                      |  |  |  |  |  |  |  |  |                         |  |  |  |
| |                               |  |  |  |  |  |  |  |  |                         |  |  |  |
| |                               |  |  |  |  |  |  |  |  |                         |  |  |  |
| |                               |  |  |  |  |  |  |  |  |                         |  |  |  |
| | 11.                           |  |  |  |  |  |  |  |  |                         |  |  |  |
| |                               |  |  |  |  |  |  |  |  |                         |  |  |  |
| |                               |  |  |  |  |  |  |  |  |                         |  |  |  |
| |                               |  |  |  |  |  |  |  |  |                         |  |  |  |
| | 1. Adelheid xứ Leuven         |  |  |  |  |  |  |  |  |                         |  |  |  |
| |                               |  |  |  |  |  |  |  |  |                         |  |  |  |
| |                               |  |  |  |  |  |  |  |  |                         |  |  |  |
| |                               |  |  |  |  |  |  |  |  |                         |  |  |  |
| | 12. Arnoul I xứ Chiny         |  |  |  |  |  |  |  |  |                         |  |  |  |
| |                               |  |  |  |  |  |  |  |  |                         |  |  |  |
| |                               |  |  |  |  |  |  |  |  |                         |  |  |  |
| |                               |  |  |  |  |  |  |  |  |                         |  |  |  |
| | 6. Otton II xứ Chiny          |  |  |  |  |  |  |  |  |                         |  |  |  |
| |                               |  |  |  |  |  |  |  |  |                         |  |  |  |
| |                               |  |  |  |  |  |  |  |  |                         |  |  |  |
| |                               |  |  |  |  |  |  |  |  |                         |  |  |  |
| | 13. Adélaïs xứ Ramerupt-Roucy |  |  |  |  |  |  |  |  |                         |  |  |  |
| |                               |  |  |  |  |  |  |  |  |                         |  |  |  |
| |                               |  |  |  |  |  |  |  |  |                         |  |  |  |
| |                               |  |  |  |  |  |  |  |  |                         |  |  |  |
| | 3. Ida xứ Chiny               |  |  |  |  |  |  |  |  |                         |  |  |  |
| |                               |  |  |  |  |  |  |  |  |                         |  |  |  |
| |                               |  |  |  |  |  |  |  |  |                         |  |  |  |
| |                               |  |  |  |  |  |  |  |  |                         |  |  |  |
| | 14. Albert III xứ Namur       |  |  |  |  |  |  |  |  |                         |  |  |  |
| |                               |  |  |  |  |  |  |  |  |                         |  |  |  |
| |                               |  |  |  |  |  |  |  |  |                         |  |  |  |
| |                               |  |  |  |  |  |  |  |  |                         |  |  |  |
| | 7. Adélaïde xứ Namur          |  |  |  |  |  |  |  |  |                         |  |  |  |
| |                               |  |  |  |  |  |  |  |  |                         |  |  |  |
| |                               |  |  |  |  |  |  |  |  |                         |  |  |  |
| |                               |  |  |  |  |  |  |  |  |                         |  |  |  |
| | 15. Ida xứ Sachsen            |  |  |  |  |  |  |  |  |                         |  |  |  |
| |                               |  |  |  |  |  |  |  |  |                         |  |  |  |
| |                               |  |  |  |  |  |  |  |  |                         |  |  |  |